# Karl Heinz Pfeffer
Karl Heinz Pfeffer (* 28. Dezember 1906 in Frankfurt am Main; † 13. September 1971 in Dortmund) war ein deutscher Soziologe. Er gehörte zum Kreis um Hans Freyer und war während des Dritten Reichs ein bekennender Nationalsozialist. Nach dem Zweiten Weltkrieg forschte er hauptsächlich zur Soziologie der postkolonialen Staaten Asiens, Afrikas und Lateinamerikas. Von 1959 bis 1962 war er Professor an der University of the Punjab in Lahore (Pakistan) und anschließend Professor für Soziologie der Entwicklungsländer an der Universität Münster.

## Leben

### Bis Kriegsende 1945
Der Lehrersohn Karl Heinz Pfeffer studierte Anglistik bei Wilhelm Dibelius, Geschichte und Staatswissenschaften an verschiedenen deutschen Universitäten und an der Stanford University, bei André Siegfried an der Sorbonne in Paris und an der London School of Economics. Während des Studiums wurde er 1926 in Königsberg Mitglied der Deutschen Hochschulgilde Skuld. 1930 wurde er zum Dr. phil. promoviert. 1932 bis 1933 bereiste er als Stipendiat der Rockefeller-Stiftung Australien und heiratete dort die englische Lehrerin Margaret Wainman Kirby, mit der er vier Söhne hatte, den Juristen Franz Pfeffer, den Bonner Tierphysiologen Ernst Pfeffer, den Journalisten Robert Pfeffer und den Ethnologen Georg Pfeffer. 1934 habilitierte er sich in Leipzig als Schüler Hans Freyers mit der Schrift Die bürgerliche Gesellschaft in Australien für das Fach Soziologie. Die Schrift benutzt die Terminologie von Hegels Grundlinien der Philosophie des Rechts. Pfeffers Deutung ist aber die Hans Freyers, der sich als „Neuhegelianer“ ausgeben ließ.
In Leipzig gehörte er als Assistent und dann Dozent der Soziologie (ab 1934) zum Kreis um Hans Freyer (Leipziger Schule). Im Jahre 1936 verlor er bei einem schweren Sportunfall sein linkes Auge und einen großen Teil der Sehkraft des rechten. Er wurde nach zehn Monaten weitgehender Bewegungslosigkeit aus dem Krankenhaus entlassen. Am 24. Juli 1937 beantragte er die Aufnahme in die NSDAP und wurde rückwirkend zum 1. Mai desselben Jahres aufgenommen (Mitgliedsnummer 4.532.425), er schloss sich auch der SA an. Er wurde bis 1940/41 Dozent am Arbeitswissenschaftlichen Institut der Deutschen Arbeitsfront. 1940 wurde er als a. o. Professor für Volks- und Landeskunde Großbritanniens an die Auslandwissenschaftliche Fakultät der Universität Berlin gerufen. 1941 wurde er Mitglied im Sachverständigen-Beirat des Reichsinstituts für Geschichte des neuen Deutschland. Er war an dem „Kriegseinsatz der Geisteswissenschaften“ beteiligt; schon in den 1930er Jahren arbeitete Pfeffer für die Reichsarbeitsgemeinschaft für Raumforschung und den Reichsnährstand. Ab 1943 war Pfeffer als Nachfolger von Franz Six bis zu ihrer Auflösung 1945 Dekan der Auslandswissenschaftlichen Fakultät.
Pfeffer war bekennender Nationalsozialist und vertrat eine „deutsche Schule der Soziologie“. Unter Soziologen ist umstritten, ob es eine „Deutsche Soziologie“ im Nationalsozialismus gegeben habe bzw. gegeben haben könnte (siehe dazu Soziologie im Nationalsozialismus).

### Nachkriegszeit
Im Januar 1946 wurde Pfeffer am elterlichen Wohnsitz in Gilserberg bei Kassel auf Initiative des US-State Department Propaganda Investigation Team, das nach Franz Six fahndete, vorübergehend festgenommen.
Pfeffer war ab 1946 zunächst Professor zur Wiederverwendung und in Instituten für Landesplanung tätig. Von 1951 bis 1956 gab Pfeffer die im Kurt Vowinckel Verlag erscheinende Zeitschrift für Geopolitik heraus. Ab 1952 war er am Welt-Wirtschafts-Archiv in Hamburg tätig, für das er in den folgenden Jahren ein vielbändiges „Länderlexikon“ publizierte. 1956 veröffentlichte er ein umstrittenes Handwörterbuch der Politik, dem Ernst Fraenkel und Karl Dietrich Bracher vorwarfen, den nationalsozialistischen Vorgang zu bagatellisieren oder gar zu rechtfertigen. 1959 wurde er auf den Lehrstuhl für Soziologie und zur Leitung des sozialwissenschaftlichen Forschungsinstituts (Social Sciences Research Centre) der University of the Punjab nach Lahore (Pakistan) berufen.
Pfeffer war ab 1953 ordentliches Mitglied der Akademie für Raumforschung und Landesplanung (ARL). Er leitete dort den Forschungsausschuss „Europäische Raumbeziehungen und Landesplanung im Ausland“ und gehörte dem Forschungsausschuss „Grundsatzfragen der Raumforschung und Landesentwicklung“ an. Pfeffer gehörte dem ersten wissenschaftlichen Beirat des Instituts für Raumforschung an.
Seit 1958 gehörte Pfeffer zu den ersten Soziologen in Deutschland, die ihre Forschung ausschließlich den Gesellschaften in Afrika (insbesondere Ghana), Asien (insbesondere Pakistan) und Lateinamerika (insbesondere Costa Rica) widmeten. Für langfristige empirische Forschungen und Gastprofessuren (u. a. Makerere University Uganda; University of the Philippines, Quezon City) besuchte er diese Länder wie auch die USA, wo er Gastprofessuren in Cornell und Greensboro N.C. wahrnahm. Daneben engagierte er sich viele Jahre lang unentgeltlich bei „Brot für die Welt“ und im Weltkirchenrat, wo er die Befreiungstheologie unterstützte. Auch in seiner Zeit als Nationalsozialist hatte er eine christliche Bindung nicht aufgegeben oder durch den Eintritt in die regimetreue Kirche kompromittiert.
Pfeffer wurde 1962 auf Betreiben von Helmut Schelsky (der ebenfalls vor 1945 zum Umfeld von Hans Freyer gerechnet wird) Professor für „Soziologie der Entwicklungsländer“ an der Westfälischen Wilhelms-Universität in Münster und Leiter der Abteilung Soziologie der Entwicklungsländer  an der Sozialforschungsstelle an der Universität Münster in Dortmund. Bevor er sein Amt antrat, erbat er eine studentische Vollversammlung und legte auf ihr dar, dass und warum er ein gläubiger Nazi gewesen sei und warum er es nicht mehr sei – ein damals ganz unerhörter Vorgang an einer Universität der Bundesrepublik.
In den ersten Jahren seiner Professur in Münster vergab Pfeffer drei ordentliche Stellen für wissenschaftliche Mitarbeiter an Soziologen aus den „Entwicklungsländern“, ein damals sehr ungewöhnlicher Vorgang. Lange vor den entsprechenden später allgemein verbreiteten Maßnahmen stellte er in den 1960er Jahren – bei gleicher Qualifikation – bevorzugt in- und ausländische Frauen im Wissenschaftsbetrieb ein. In der Lehre und Verwaltung fiel Pfeffer seit den 1930er Jahren durch seine kollegiale oder „antiautoritäre“ Art im Umgang mit Untergebenen und Studierenden auf.

### Epochen der akademischen Laufbahn
Grundsätzlich lässt sich Pfeffers akademische Laufbahn in die folgenden Epochen unterscheiden.
1. Bis zur Habilitation sind die Gesellschaften des britischen Commonwealth Schwerpunkt seiner Forschungen, Publikationen und langfristigen Studienaufenthalte.
2. Im Alter von 28 Jahren wird er 1935 bekennender Nationalsozialist mit entsprechend deutlichen mündlichen und schriftlichen Äußerungen.
3. Zwischen 1945 und 1958 ist sein Hauptwerk das vielbändige „Länderlexikon“, während sein Hauptinteresse dem Prozess der Entkolonisierung gilt. Seine seltenen Äußerungen zu Deutschland schwanken zwischen Resignation und Zynismus.
4. Mit der Unabhängigkeit von Ghana beginnt sein ausschließliches Engagement für die „Entwicklungsländer“ in Lehre und Forschung. Die Themen seiner empirischen Untersuchungen in Afrika, Asien und Lateinamerika sowie seine mündlichen und schriftlichen Äußerungen vermitteln insbesondere bei Kontroversen in Deutschland deutlich egalitäre, antirassistische Einstellungen.

Pfeffers Wirken ist von allgemeinem historischen Interesse, weil es die Frage aufwirft, ob und in welcher Weise ein überzeugter Nationalsozialist seine Einstellung und seine wissenschaftliche Arbeitsweise grundsätzlich ändern kann.
Bei einem Vortrag in der Evangelischen Akademie Iserlohn erlitt Pfeffer 1971 einen Herzinfarkt, an dem er zwei Wochen später starb.

## Werke (Auswahl)
- Das Judentum in der Politik. In: Handbuch der Judenfrage. 1935. (= antisemitische Publikation)
- Die bürgerliche Gesellschaft in Australien. Junker und Dünnhaupt, Berlin 1936.
- Die deutsche Schule der Soziologie. Quelle & Meyer, Leipzig 1939.
- Der Bauer. Schäfer, Leipzig 1939.
- Begriff und Wesen der Plutokratie. Junker & Dünnhaupt, Berlin 1940.
- England, Vormacht der bürgerlichen Welt. Deutsche Hausbücherei, Hamburg 1940
- England – eine Plutokratie Reihe: Redner-Information, 32. Bearbeitung: AWI der DAF. Verlag der DAF, Berlin 1941
- Die angelsächsische Neue Welt und Europa. Junker & Dünnhaupt, Berlin 1941.
- Der englische Krieg – auch ein jüdischer Krieg. 1943.
- Die sozialen Systeme der Welt. In: Arnold Gehlen, Helmut Schelsky (Hrsg.): Soziologie. 1955.
- Handwörterbuch der Politik. Darmstadt 1956.
- Ghana. K. Schroeder, Bonn 1958
- Die neuen Staaten und die Verantwortung Europas. In: Christian Berg (Hrsg.): Ökumenische Diakonie. Lettner-Verlag, Berlin 1959
- Das neue Gesicht Afrikas. 1962.
- Die ursprüngliche europäische Haltung gegenüber anderen Kulturen und die Veränderung dieser Haltung im Zusammenhang mit der Auflösung der alten Kolonialreiche und der Hilfen für die Entwicklungsländer. In: Erik Boettcher (Hrsg.): Entwicklungstheorie und Entwicklungspolitik. Gerhard Mackenroth zum Gedächtnis von seinen Freunden und Schülern. J. C. B. Mohr (Paul Siebeck), Tübingen 1964, S. 45–66.
- Studenten und Praktikanten aus Asien. Nomos Verlagsgesellschaft, Baden-Baden 1965.
- Welt im Umbruch. Gütersloher Verlagshaus G. Mohn, Bielefeld 1966.
- mit Muneer Ahmad: Die Ausländerkolonie in Lahore – Pakistan. Deutsches Orient-Institut, Hamburg 1966
- Sierra Leone. 2. Auflage. Schroeder, Bonn 1967
- Pakistan. Modell eines Entwicklungslandes. Leske, Opladen 1967.
- Die Entwicklungsländer in soziologischer Sicht. Hoffmann & Campe, Hamburg 1967.
- Costa Rica. Dortmund, 1968.
- Der ferne Nächste. Die ökonomisch-soziale Entwicklung der armen Länder als ethische Aufgabe. In: Trutz Rendtorff, Arthur Rich (Hrsg.): Humane Gesellschaft. Beiträge zu ihrer Gestaltung. Zwingli-Verlag, Zürich 1970, S. 307–318.
- Verzehrsgewohnheiten. In: Hans-Diedrich Cremer, Dieter Hötzel (Hrsg.): Angewandte Ernährungslehre. Georg Thieme, Stuttgart 1974, S. 1–49.